# 西安交通リバプール大学
西安交通リバプール大学（せいあんこうつうりばぷーるだいがく、英語：Xi'an Jiaotong-Liverpool University; XJTLU) ;中国語名:西交利物浦大学;拼音ピンイン: Xī'ān　Jiāotōng　Lìwùpǔ　Dàxúe ）（交通とは中国語でコミュニケーションの意味。利物浦はリパプールを指す)は、中国江蘇省蘇州に本部を置く国際合同大学である。2006年に、西安交通大学とリバプール大学がパートナーシップを組み設立された。大学機関が率いるものは中英初の合同事業。
大学は総合大学である。100以上の学位があり、世界トップレベルの大学の博士号を持ち、経験が豊富な1000人を超える国際的な教員陣が教える。
大学卒業後は85%の学生が大学院へ進む。33%は世界TOP10の大学院へ、78％は世界TOP100位内の大学院へ進む。
中国の教育省(中華人民共和国教育部)からは非営利教育機関として認証されている。
全学生は英国の国際的認知度があるリバプール大学と中国XJTLU両方から学位を取得する。授業は第二•三言語(英語、中国語、スペイン語、日本語) の授業を除きすべて英語で教授される。イギリスの教育システムを基盤としており、授業はレクチャー、セミナー、チュートリアルにわかれ数人単位から大型授業体系がある。
「上には天国、下には蘇州があり」と言われる地界の天国、蘇州に西安交通リバプール大学はメインキャンパスを置く。蘇州は中国の京都、また東のヴェネツィアとも言える水路が町中に張り巡らされている美しい古都である。そんな1000年以上の歴史を持つ蘇州は、現在国際大都市でもある。その中でも大学が位置する蘇州インダストリアルパークは中国のシリコンバレーと呼ばれている。地区内には外資系企業が多くあり、XJTLUの学生にはインターンシップや就職の機会に恵まれている。都市の中でも緑化45％が進んでおり学生にとってはとても理想的な勉強環境となっている。

## 学校歴史

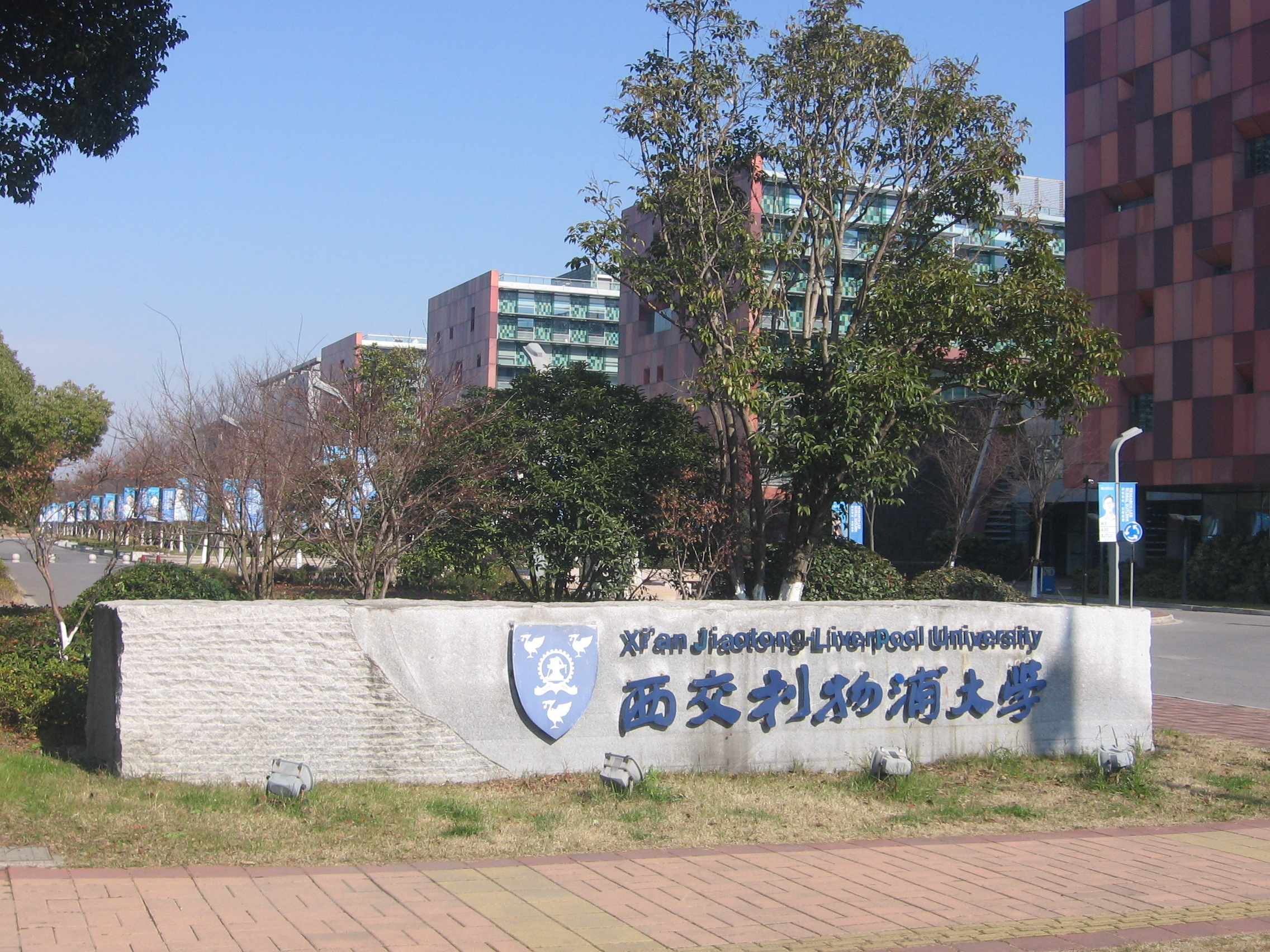
正面玄関

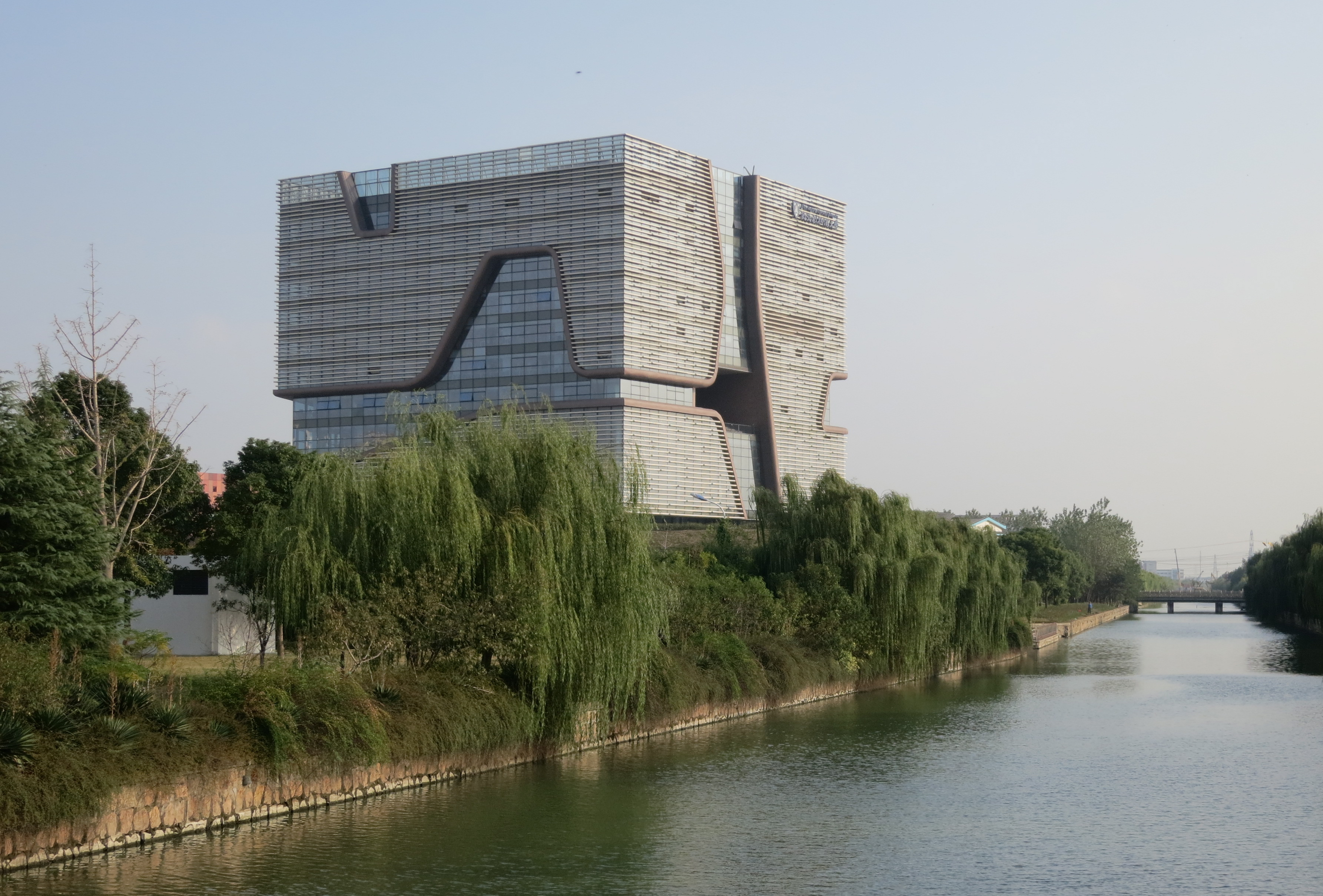
西安交通リバプール大学セントラルビルディング、建築： Aedas

2004年9月28日、西安交通大学とリバプール大学はXJTLUを設立するための協力協定に署名した。大学キャンパスの建設は2005年8月に始まり、大学は2006年5月29日に正式に発足した。
初年度には160人以上の学部生が入学し、数は中国キャンパス内で合計9,000人まで、イギリスリバプール大学に「2+2プログラム」で3,000人にが在籍するまでに増えた。
XJTLUの初年度の学生は2010年8月に卒業し、97％が修士または博士課程で海外留学を続け、そのうちの10％が世界のトップ10にランクされた大学に留学した（The Times、2010年の大学ランキングチャートに基づく） 。2010年12月、XJTLUは学業成績の研究に600万中国元を投資した。2011年1月には、XJTLUは中国における中外協同合同大学の中でトップ10ののリストの先頭に立った。
英国の当時大学・科学・研究・イノベーション大臣であったジョー・ジョンソン議員が2016年9月25日に大学を訪問した際、XJTLUを「並外れた業績を達成している」とコメント。

### 出資機関
政府系企業の蘇州教育地区調査（SIPEDI）は、XJTLUの開発の多くに資金を提供しており、大学における様々な成功に大きな役割を果たし続けている。 SIPEDIはすでにXJTLUに約1,300億元を出資。主に建物や研究所などの施設に資金提供している。

### 中国内海外連携校
イギリスの大学が中国本土に置く分校や合同事業は少なくない。ノッティンガム大学の中国キャンパスが寧波市にあるノッティンガム大学中国寧波（UNNC)、大連の東北財経大学とサリー大学が学術協定機関であるDUFEサリー国際研究所などである。
中国はマレーシアとシンガポールに次ぐ英国のTNE学生にとって3番目に人気のある目的地になった。（2010年度）中国には約36,000人の英国のTNE学生が在籍する。
中国本土にはアメリカの大学も進出してきている。ニューヨーク大学上海校（NYU上海）は、2012年にニューヨーク大学が華東師範大学と提携し設立された。ニューヨーク大が海外に持つキャンパスとしてはアブダビ校（UAE）の次に新しい。
2013年には米国デューク大学と武漢大学が提携し崑山デューク大学が設立された。

## キャンパス

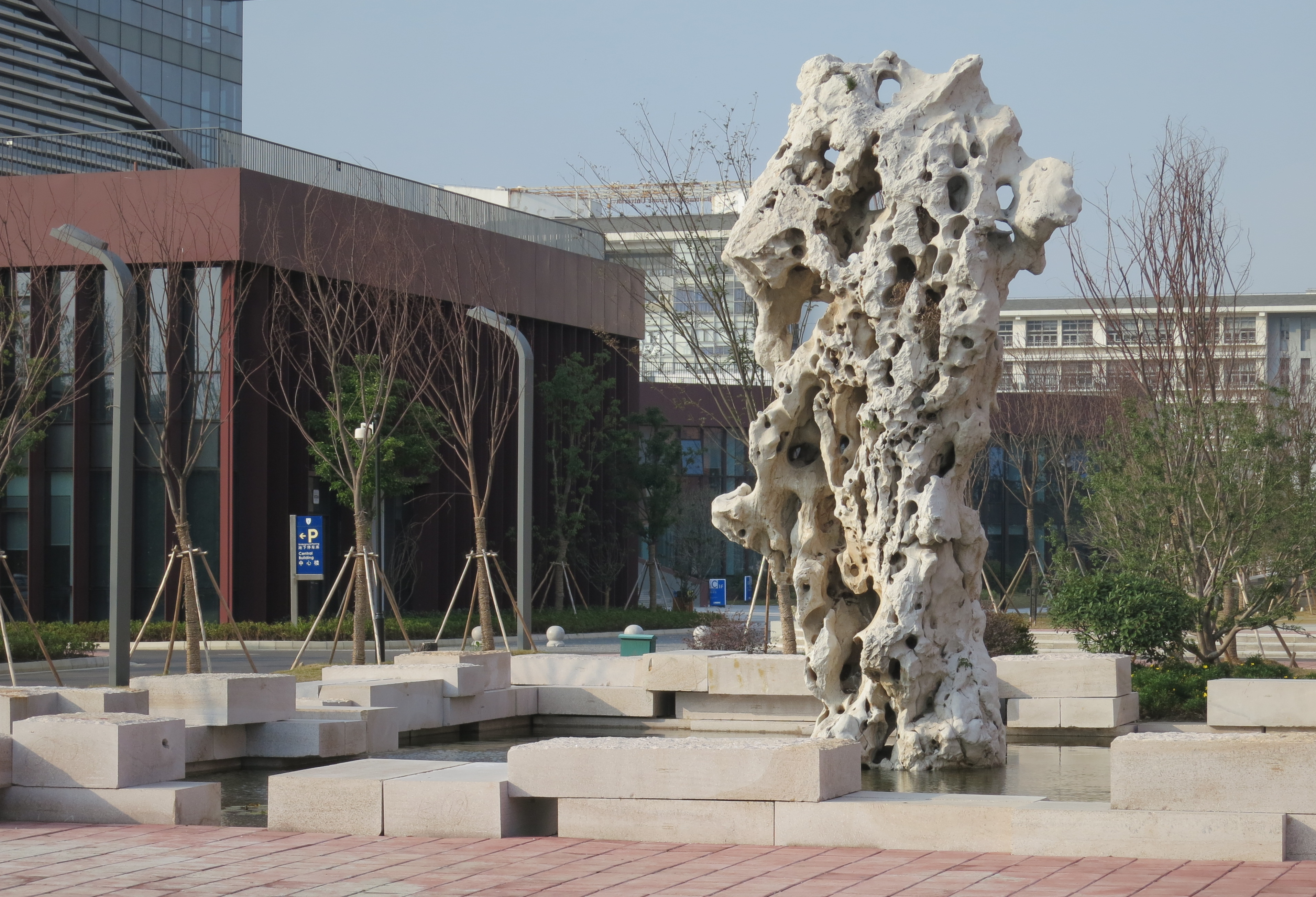
北キャンパスの入り口

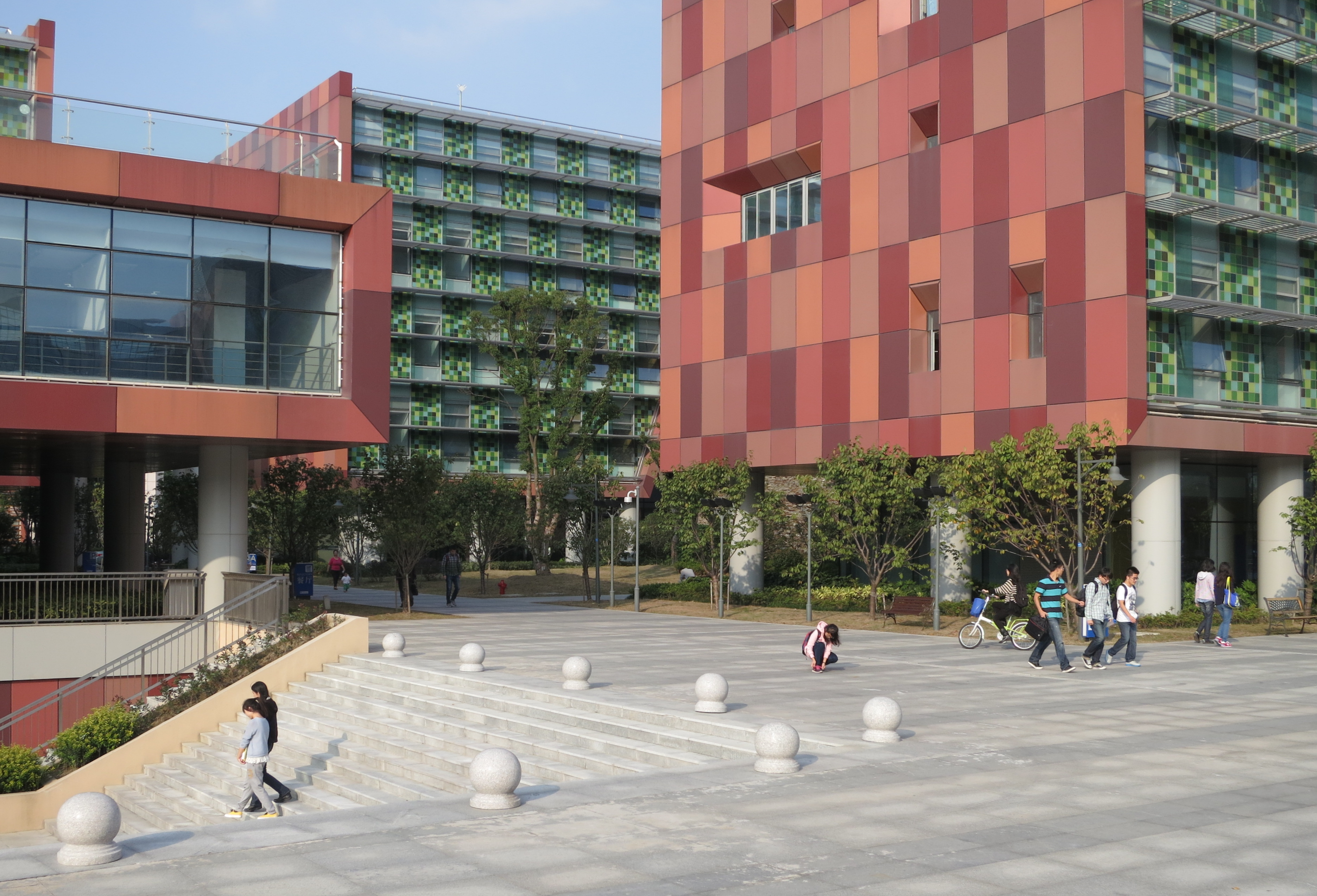
北キャンパス、西安交通リバプール大学、建築家： Perkins + Will

### 位置
メインキャンパスは蘇州インダストリアルパークの蘇州独墅湖高等教育区イノベーション区仁愛路111に位置する。蘇州の歴史的中心部から東に12km、上海までは西90km。蘇州は2500年の豊かな歴史と文化を持つ。中国の改革開放政策の開始以来、年間平均15％以上の経済成長率を維持している。GDPは中国で4番目に大きいく、これは北京、上海、広州に次ぐ。蘇州インダストリアルパークは、2100以上の外資系企業の拠点であり。そのうち100社以上はシーメンス、サムスン、ノキアなどのフォーチュン500企業である。蘇州インダストリアルパークは、海外から2万人以上の駐在している。西安交通リバプール大学はそういった複合施設の中心に位置する。2022年には太倉市に新たに建設される新しいXJTLUキャンパスは映像技術を中心とした学部が集まる予定である。一帯一路政策でこの数年間だけでも多くの近隣国と連携して映画業界を拡大させている中国である。しかし世界的に注目されるような施設や都市というのはいまだに現れていない。大学は中国のハリウッドを、新しいコミュニティーを築こうと計画している 。

### 北キャンパス
キャンパス計画は、アメリカの建築事務所Perkins + Willによって設計された。キャンパスは2つの期間に分けて進められた。初めのフェーズではノースキャンパスが完成（2013年秋） 大学を代表する中央ビルディングは南アジアの建築事務所Aedasによって設計され、2013年秋に公開した。 2014年には世界建築フェスティバルにノミネートさた。日本では2019年パンインターナショナル出版の「世界の美しい学校」に掲載され。

### 南キャンパス
後半の建設フェーズは2013年夏に開始したサウスキャンパスである。サウスキャンパスは英国の建築家BDP設計を担当した。大学の10周年記念のハイライトとして2016年7月26日に一般公開された。建築は北キャンパスとは対照的に、周辺地域に合わせた現代的なデザインが特徴だ。

### 太倉キャンパス
太倉キャンパスは蘇州の北東にある太倉ハイテク開発地区に位置する。

### XJTLUラーニングモール
XJTLU-LMは、トップグローバルパートナーが学習コンテンツをユーザーオーディエンスと共有するためのオンラインおよびオンサイトスペース、つまり「ストアフロント」を提供する。大学、各業界、外部のパートナーによって提供されるオンサイトプログラムとオンラインプログラムを統合し、さまざまな学生に幅広い学習資源を用意している。 XJTLUラーニングモールの最大の目標はイノベーションコミュニティとして機能し、
クリエイティブハブ内における資源提供と開発の向上のためのコラボを促進することである。
オンラインXJTLU-LMスペースは、オンラインコミュニティプラットフォームとなり、XJTLUや校内外の様々な教育機関（ハーバード大学など）や各業界（マイクロソフトなど）の用意するコンテンツにアクセスできるようになっている。
このスペースでは、XJTLUラーニングモールのパートナーは個々のコミュニティスペースのホストになり、リソースを活用し、オンサイト、オンライン、キャンパスから校外のコミュニティまでに学びの共生エコシステムに貢献している。

## 学長
2008年8月、経営学者の席酉民教授が、西安交通リバプール大学の学長に任命さた。某教授はリバプール大学の副学長も務める。

## 教育
XJTLUは学士号、修士号、博士号の学位取得課程を提供している。これらの多くは、高レベルの国際教育への大学の取り組みを確認する一流の国際機関から認定を取得しているものである。
建築学部の学部課程プログラムBEngArchitectureは、王立英国建築家協会（RIBA）によって検証されている。建築設計のマスターMArchDesは、2016年に王立英国建築家協会（RIBA）によるパート2レベルでの検証のための候補コースステータスを取得し生物科学科の学部理学士号生物科学は、王立生物学会（RSB）の認定を受けている。
2013年サラディクソン教授によって国際ビジネススクール蘇州（IBSS）は設立された。
学士課程（会計学部、経営学部、経済学部、経済学と金融学部、HR学部、情報管理と情報システム学部、国際ビジネスと言語学部）
修士課程（ビジネス分析学部、経済と金融部、金融学部、MBA、経営学部、運用とサプライチェーン管理学部、専門会計学部、プロジェクト管理学部）
博士課程（国際ビジネススクール蘇州）
XJTLU・IBSSは、世界的なマネジメント教育における第三者認証評価機関である「Association to Advance Collegiate Schools of Business（AACSB）」 から認定を受けている。2018年6月には EFMD欧州品質改善システム（EQUIS）の認定を史上最速で受けた。また、 ACCA 、CIMA 、 CPAオーストラリア、 ICAEWらも認証を取得している。

## 受賞
2011年12月第4回中国教育年次ガラで中国で最も影響力のある中外ハイレベル教育機関の称号を授与された。
2011年に西安交通リバプール大学（XJTLU）の建築学部が設立されて以来、その学生は、権威あるCTBUH高層ビル学生デザインコンペティションの3位を含む、数々の重要な賞を受賞しています。建築の学生は、台湾で開催されたIDEERS地震セーフデザインコンペティションですでに4回、 、中国全土の建築学校から毎年最高のデザインスタジオ作品が授与される全国建築教育シンポジウムで2回受賞しています。

## 研究
XJTLUには、研究開発を支援するための研究センターが設置されている。蘇州インダストリアルパークと協力して地方政府は研究に年間1,000万元の出資をしている。

### 留学
大学には50各国以上からの約3000人の留学生が在籍する。英国リバプール大学からは２＋２プログラムや Year in China プログラムを利用して交換留学で1〜２年間滞在する学生がいる。他世界中に50を超える提携校を持ち、西安交通リバプール大学の学生はどの学部からでも半年から一年間の留学する機会が学生に与えられている。（留学中取得単位は卒業単位に認定されている。）国際関係学科では半年から一年間の留学は義務化されている。日本での交換留学提携校は立命館アジア太平洋大学(APU)がある。

## 著名人
- ジェームズ・ドラモンド・ボーン（James DrummondBone）XJTLUの副学長。リバプール大学副学長（2002-2008）
- ジャネット・ビアー- XJTLU教授とボードの副議長
- サラ・ディクソン-蘇州インターナショナルビジネススクールの元学部長
- デイビッドSGグッドマン-教授、学務担当副社長、XJTLUの中国学部の元責任者
- ハワード・ニュービー-XJTLUの教授および元副学長
- デビッド・サドラー（地理学者） -XJTLUの元副会長
- 席酉民-XJTLUの教授兼学長